# Зефир аквамариновый
Зефир аквамариновый (Favonius aquamarinus) — вид дневных бабочек из семейства голубянок (Lycaenidae).

## Замечания по систематике
Статус таксона Favonius aquamarinus остаётся спорным. Имеются по сравнению с другими видами различия в степени изогнутости эдеагуса самцов — изогнут посередине под углом 30-40°. Японский лепидоптеролог Т. Фудзиока считает его синонимом — то есть внутривидовой изменчивостью Favonius korshunovi.

## Описание
Самец: Длина переднего крыла самцов 15—18 мм. Фон верхней стороны крыльев голубовато-зелёный с сильным металлическим блеском. При смачивании крыльев спиртом он становится фиолетовым. Краевая кайма на переднем крыле и внешнем крае заднего крыла является тонкой, но резко расширяется на переднем крае и у анального угла заднего крыла. На кайме между жилками Cu1, Cu2 и A1 обычно имеются выраженные тонкие полоски голубоватого цвета, которые идут параллельно краю. Задние крылья с хвостиками — длинными и тонкими, длиной чуть более 3 мм. На нижней стороне крыльев основной фон светло-серый. На обоих крыльях хорошо выражены тёмные дискальные штрихи. Белая постдискальная полоска узкая, ограниченная изнутри тёмным. Вдоль обоих края крыльев идёт тёмно-серая прикраевая и бурая краевая полосы, которые отграничены от основного фона и друг от друга светлым окаймлением. На заднем крыле имеется оранжево-красное пятно с темным серединным пятнышком, расположенное между жилками между жилками Cu1, Cu2. Оно не сливается с оранжево-красным пятном, которое вытянуто по заднему краю крыла. Бахромка на крыльях двухцветная, изнутри серая, а снаружи белая.
Самка. Длина переднего крыла 16—18 мм. Фон верхней стороны крыльев темно-бурый. На переднем крыле находится оранжево-красное пятно, второе такое же пятно расположено между жилками М3 и Cu1. Хвостики на заднем крыле длиннее, чем у самцов — их длина 3,9-4,5 мм.
На нижней стороне крыльев окраска как у самца, но основной фон светло-коричневого цвета с серым оттенком, а у заднего края переднего крыла пепельно-серый. Дискальные штрихи заметны, но несколько менее выражены, чем у самца. Остальные элементы рисунка у самки являются более чёткими.

## Ареал
Азиатский вид, эндемик России — известен из Южного Приморья.

## Биология
За год развивается в одном поколении. Время лёта бабочек данного вида отмечено в середине июля.